# Tribunal Regional Eleitoral de Goiás
O Tribunal Regional Eleitoral de Goiás (TRE-GO) é o órgão máximo da Justiça Eleitoral na referida unidade federativa. Sua primeira fundação se deu em 1932, quando Getúlio Vargas estabelece o Código Eleitoral Brasileiro em 24 de fevereiro deste ano, por vias do Decreto n.º 21.076. A segunda se deu em 28 de maio de 1945, por decreto do presidente José Linhares, numerado de 7.586, após a Deposição de Vargas. Desde então o TRE-GO segue funcionando como segunda instância eleitoral de Goiás.

## História

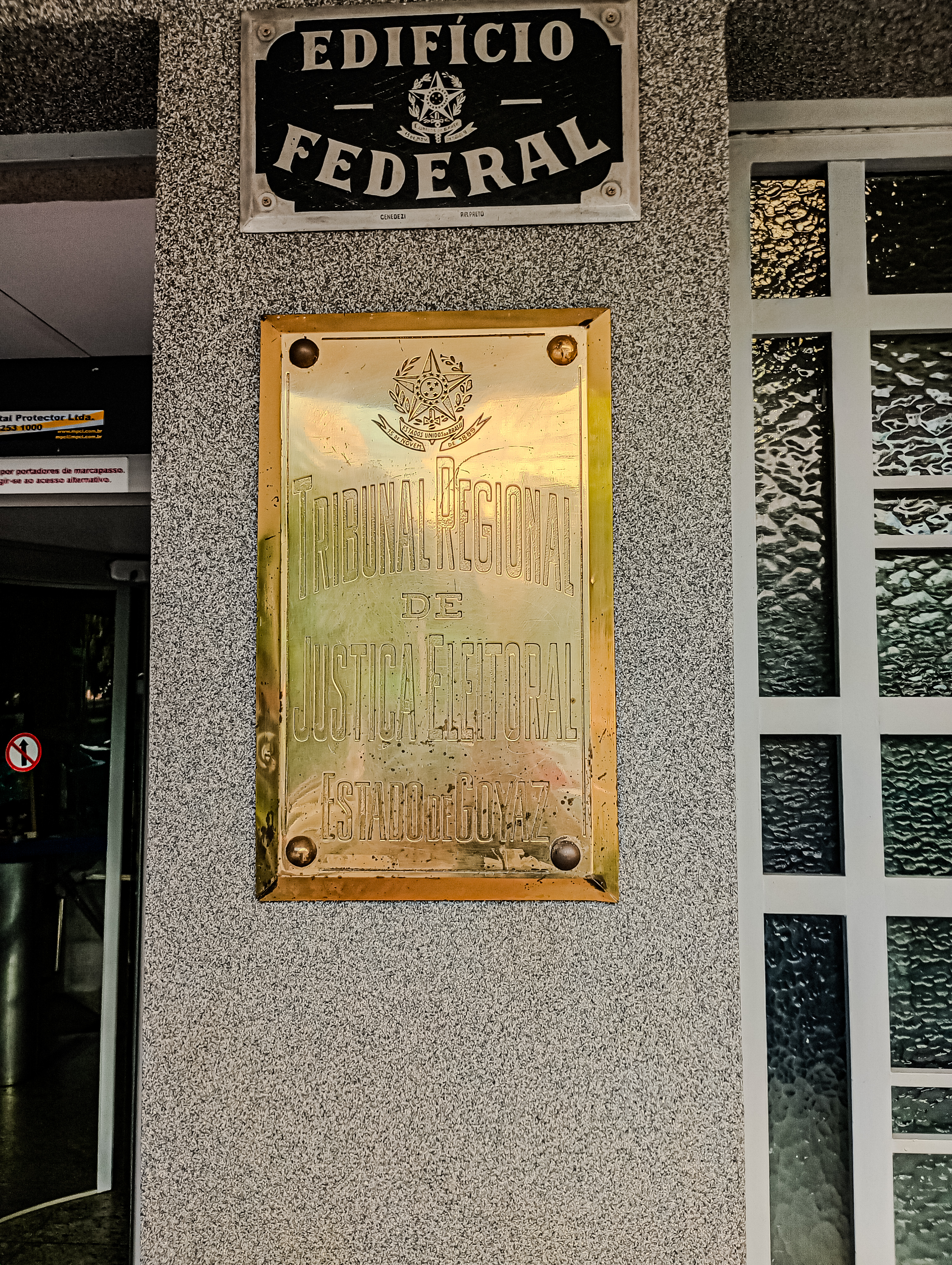
Placa do TRE-GO, identificando-o como edifício federal.

Após o período de fraudes eleitorais, voto de cabresto e coronelismo da Velha República, havia-se criado em Goiás o Tribunal Regional Eleitoral, em conjuntura à toda a Justiça Eleitoral do Brasil, incluindo o Tribunal Superior Eleitoral, no dia 24 de fevereiro de 1932.
Durante a Primeira República, três grupos oligárquicos predominaram em Goiás: a família Caiado, a família Bulhões e a família Xavier de Almeida. No que se sucedeu à Revolução de 1909, a família Bulhões e a Caiado, após removerem o grupo xavierista, mantiveram seu poder político até 1912, com as Política das Salvações, quando o marechal e presidente Hermes da Fonseca interviu em Goiás, afastando Bulhões que acabaria degolado eleitoralmente nos anos seguintes, pelo senador gaúcho Pinheiro Machado. Em seguida, a família Caiado assumiu a presidência do Partido Democrata (PD), predominando na política com uma série de acusação de fraudes eleitorais. Totó Caiado permaneceu na liderança partidária, sempre escolhendo os candidatos que venceriam. As duas últimas legislaturas do Senado Estadual e da Câmara do Congresso Legislativo de Goiás, eram compostas unicamente por partidários do PD.
Com a Revolução de 1930, há uma mudança estrutural no governo, que passa por vários interventores federais até chegar em Pedro Ludovico Teixeira, que implementa as mudanças do Governo Federal. Em 1937, ocorre o Golpe de Estado no Brasil em 1937, que fecha os tribunais eleitorais do Brasil. Em 1945, o presidente do Brasil, José Linhares, restabelece os TREs e o TSE. Em 1960, com a  Construção de Brasília, foi desintegrado desta corte o Tribunal Regional Eleitoral do Distrito Federal.  O TRE de Goiás também atuou durante a ditadura militar brasileira, mantendo os dados de votação para parlamentares e prefeitos do estado.

## Composição
O Tribunal Regional Eleitoral de Goiás não tem quadro próprio de juízes sendo constituído de desembargadores e juízes provindos das justiça do estado, justiça federal e juristas indicados pelo Tribunal de Justiça do estado. A corte é composta por sete juízes membros, conforme a Constituição brasileira de 1988.